# Astragalus gennarii
Astragalus gennarii es una especie de planta del género Astragalus, de la familia de las leguminosas, orden Fabales.

## Distribución
Astragalus gennarii se distribuye por Cerdeña.

## Taxonomía
Fue descrita científicamente por Bacchetta & Brullo. Fue publicada en Willdenowia 36: 160 (2006).